# St. Apollonia (Eilendorf)

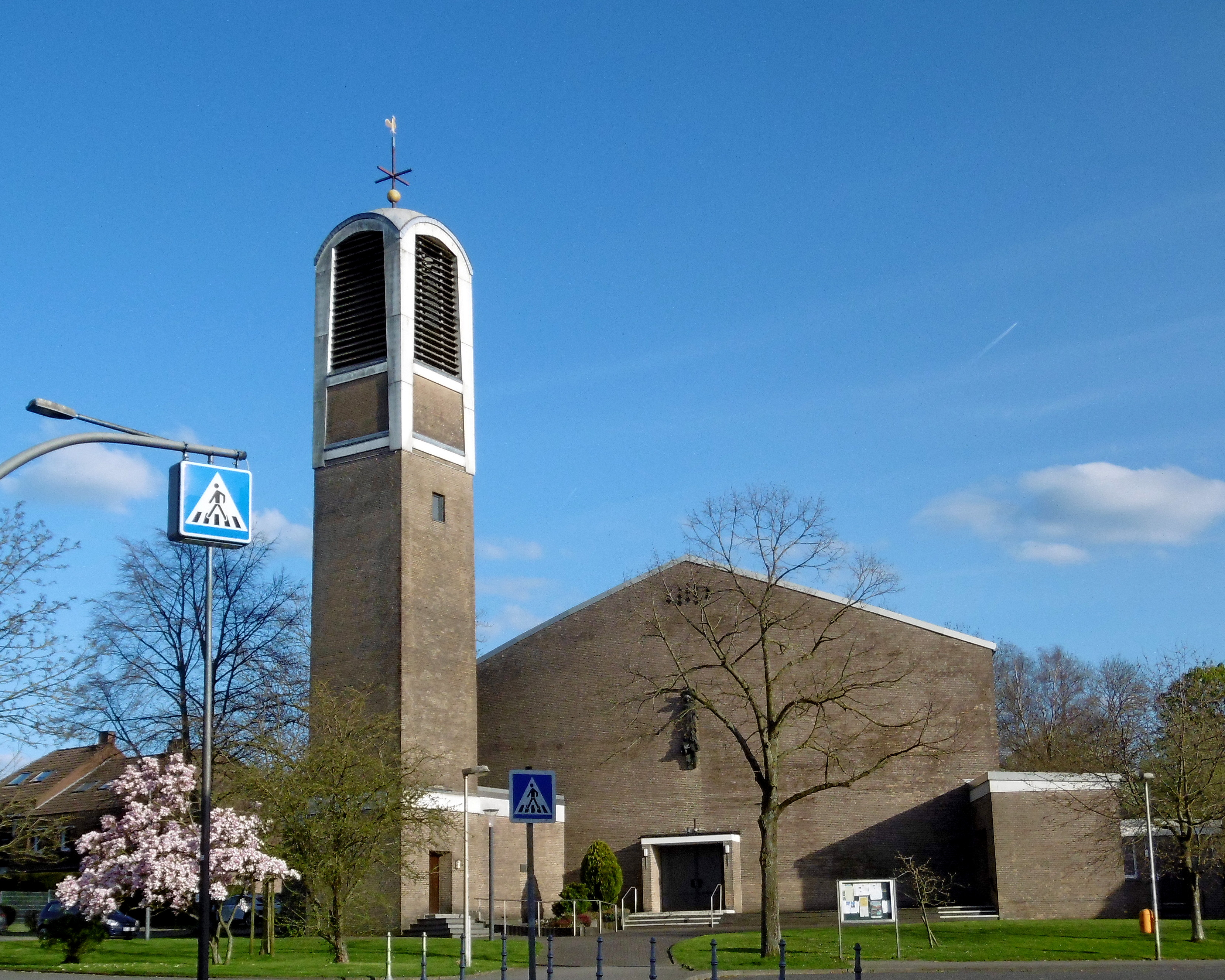
Filialkirche St. Apollonia

St. Apollonia ist ein Kirchengebäude der römisch-katholischen Kirche in Eilendorf, einem Stadtteil der Stadt Aachen. Es gehört als Filialkirche zur Pfarrei St. Severin.

## Vorgeschichte

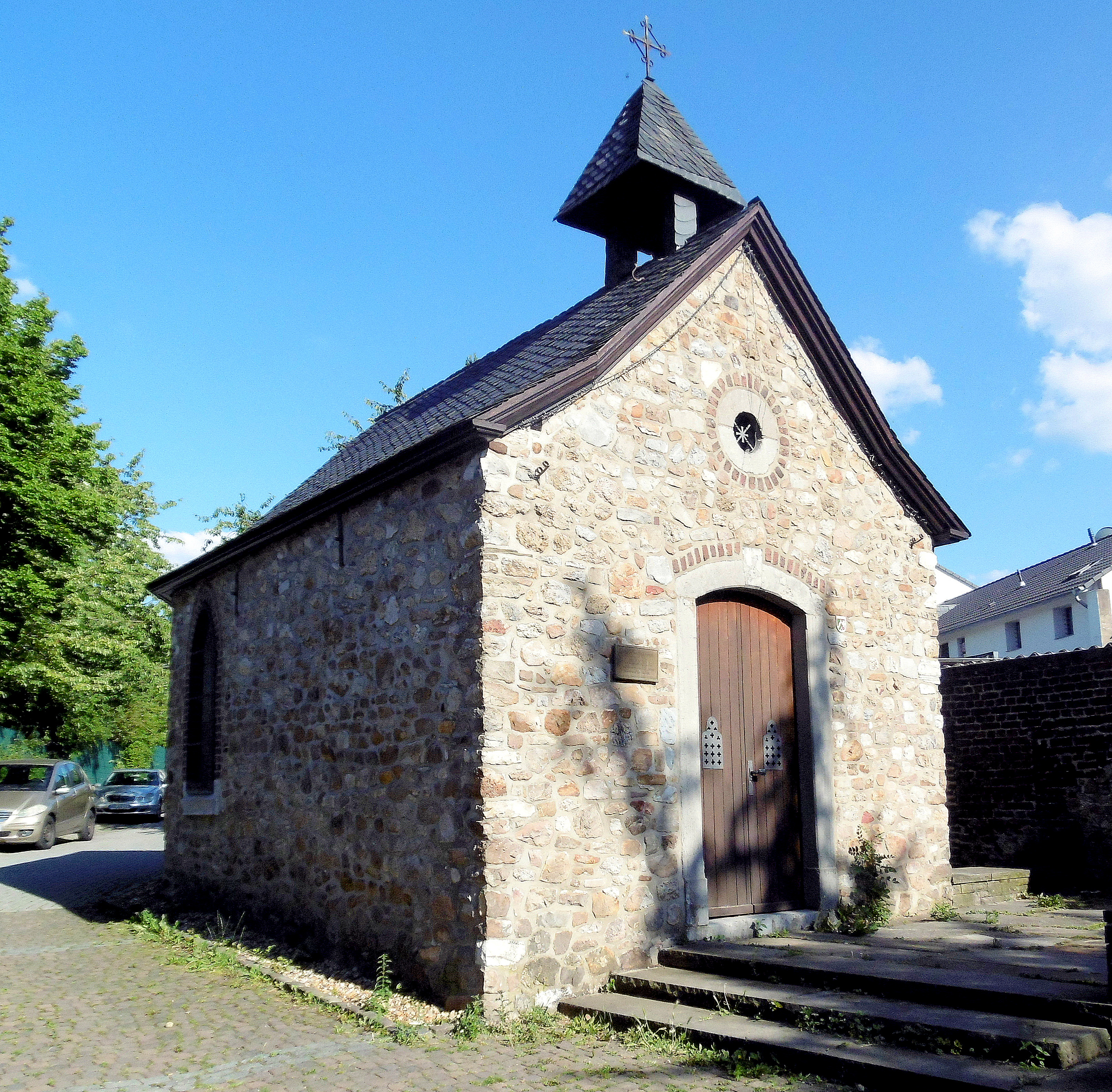
Apollonia-Kapelle

Als Vorläufer der Apolloniakirche wurde 1774 zunächst nur mit Billigung des Ortspfarrers die St.-Apollonia-Kapelle erbaut. Sie ist die einzige bis heute erhaltene von ehemals fünf Kapellen und steht seit den 1980er-Jahren unter Denkmalschutz. Erst nachträglich, am 2. Juni 1777, erteilte der Administrator der Reichsabtei Kornelimünster, die Baugenehmigung und erst am 30. Juni 1780 genehmigte die Kölner Erzbischöfliche Behörde die Weihe der Kapelle; Schutzpatronin ist die heiligen Jungfrau und Märtyrerin Apollonia von Alexandria. Seit 2010 besteht der Förderverein zum Erhalt der Apollonia-Kapelle in Aachen Eilendorf e. V., der gemeinsam mit der Pfarre die Kapelle unterhält.

## 1926 bis heute
Am 23. Februar 1926 begannen Bestrebungen einzelner Dorfbewohner zur Gründung eines Kirchenbau-Vereins. Am 1. August 1926 gründete sich zunächst die St. Apollonia-Schützenbruderschaft und am 20. Juni 1947 beantragte Pfarrer Offermann den Bau des Kindergartens St. Apollonia. Die Baugenehmigung für den Kindergarten wurde am 26. Januar 1950 erteilt; die Grundsteinlegung erfolgte am 17. September 1950 und die Fertigstellung mit integrierter Notkirche am 1. Juni 1953. Die erste Messe in der Notkirche wurde am 9. Februar 1954 gefeiert und im selben Jahr der St. Apollonia-Kirchbau-Verein Ober-Eilendorf gegründet. Der Erlös des Pfarrfestes 1957 unter dem Motto Wir bauen eine Kirche kam der neuen Kirche zugute. 
Am 29. Januar 1958 wurde der Aachener Architekt Peter Salm mit der Planung der neuen Kirche beauftragt. Der Bau dauerte von 1959 bis 1961 und am 24./25. August 1961 konsekrierte Bischof Johannes Pohlschneider die Kirche. Die Glasfenster der neuen Kirche entwarf der Alsdorfer Künstler Ludwig Schaffrath. Der Würselener Metallbildhauer Albert Sous gestaltete die neue Tabernakelanlage, den Ambo (beides 1968) sowie einen Osterleuchter (1969). Ende 1972 wurde ein neues Glockengeläut angeschafft. Alle vier Glocken wurden in der Eifeler Glockengießerei in Brockscheid gegossen.
Am 1. Januar 1965 wurde die Kirche ausgepfarrt und zur Pfarrvikarie erhoben. Seit 2010 bildet St. Apollonia mit drei weiteren Pfarrgemeinden die neue Gesamtpfarrei St. Severin.